# 皮特·阿圭拉
皮特·阿圭拉（英語：Pete Aguilar；1979年6月19日—）是美國的一位政治人物。自2015年開始，他擔任加利福尼亚州的聯邦眾議員。他的黨籍是民主黨。他曾經擔任普德蘭茲市長。